# 拉格蘭奇鎮區 (愛荷華州哈里森縣)
拉格蘭奇鎮區（英語：La Grange Township）是位於美國愛荷華州哈里森縣的一個行政鎮區。

## 地方資料
根據2010年美國人口普查的數據，拉格蘭奇鎮區的面積為85.78平方千米，當中陸地面積為85.78平方千米，而水域面積為0.00平方千米。當地共有人口2008人，而人口密度為每平方千米23.41人。